# Leontij Najdiek
Leontij Iwanowicz Najdiek (ros. Леонтий Иванович Найдек, ur. 1907 w guberni jekaterynosławskiej, zm. 1992 w Kijowie) – radziecki i ukraiński polityk, II sekretarz KC KPU (1957–1960), zastępca członka KC KPZR (1956–1961).

## Życiorys
Od 1927 funkcjonariusz Komsomołu, od 1929 w WKP(b), w latach 1929–1930 w Armii Czerwonej. Od 1931 sekretarz komitetu Komsomołu w Dniepropietrowsku, kierownik wydziału Komitetu Miejskiego KP(b)U w Dniepropietrowsku, sekretarz rejonowego komitetu Komsomołu, w latach 1938–1939 kierownik wydziału zarządzania organami partyjnymi Komitetu Obwodowego KP(b)U w Odessie, 1939-1941 sekretarz Komitetu Obwodowego KP(b)U w Odessie ds. propagandy i agitacji. Od 1941 starszy instruktor Wydziału Politycznego Frontu Południowego, starszy pomocnik szefa, a 1942–1944 zastępca szefa Zarządu Kadr Ukraińskiego Sztabu Ruchu Partyzanckiego, 1944–1945 sekretarz, a 1945–1950 II sekretarz Komitetu Obwodowego KP(b)U w Odessie, 1950–1952 słuchacz Wyższej Szkoły Partyjnej przy KC WKP(b). Od 1952 do sierpnia 1955 I sekretarz Komitetu Obwodowego KP(b)U/KPU w Kirowohradzie, od 27 września 1952 do 15 marca 1966 członek KC KP(b)U/KPU, od 13 sierpnia 1955 do 11 stycznia 1958 I sekretarz Odeskiego Komitetu Obwodowego KPU. Od 25 lutego 1956 do 17 października 1961 zastępca członka KC KPZR, od kwietnia do 26 grudnia 1957 sekretarz KC KPU, od 4 grudnia 1957 do 16 lutego 1960 członek Prezydium KC KPU i równocześnie II sekretarz KC KPU. Od 6 lutego 1960 do grudnia 1964 I sekretarz Komitetu Obwodowego KPU (od stycznia 1963 do grudnia 1964: Wiejskiego Komitetu Obwodowego KPZR) w Czerkasach, w latach 1964–1965 zastępca przewodniczącego Komitetu Kontroli Partyjno-Państwowej KC KPU i Rady Ministrów Ukraińskiej SRR, 1965–1966 zastępca ministra melioracji i gospodarki wodnej Ukraińskiej SRR, 1966–1972 zastępca przewodniczącego Komitetu Kontroli Ludowej Ukraińskiej SRR, 1972-1976 przewodniczący Komisji Paetyjnej przy KC KPU. Deputowany do Rady Najwyższej ZSRR od 4 do 6 kadencji.

## Odznaczenia
- Order Lenina
- Order Rewolucji Październikowej
- Order Czerwonego Sztandaru Pracy
- Order Wojny Ojczyźnianej I klasy
- Order Czerwonej Gwiazdy
- Order „Znak Honoru”